# Heinz Mansfeld
Heinz Mansfeld (* 3. Juni 1899 in Eisenach; † 3. Mai 1959 in Schwerin) war ein deutscher Kunsthistoriker und Denkmalpfleger.

## Leben
Heinz Mansfeld war Sohn eines Kaufmanns. Er besuchte das Realgymnasium in Eisenach, das er 1917 mit der mittleren Reife abschloss. Nach seinem Militärdienst im Ersten Weltkrieg macht er eine Ausbildung zum Kunsthändler in der Kunsthandlung Emil Richter in Dresden. Von 1919 bis 1922 war er Leiter des Kunstsalons in Leipzig, 1923/24 der Galerie Braun in München, 1924/25 der Galerie Matthiesen in Berlin. Danach war er freiberuflich als Kurator von Kunstausstellungen und Herausgeber von Ausstellungskatalogen tätig. Seine Wohnung und Galerie in Berlin wurden im Zweiten Weltkrieg zerstört.
1945 zog er nach Mecklenburg und fing als Neubauer in Linstow neu an. Er wurde Mitglied der Vereinigung der gegenseitigen Bauernhilfe. Bis 1952 betrieb er eine Ponyzucht in Hinrichshof bei Krakow am See und war Vorsitzender des Fachausschusses für Kleinpferdezucht.
1947 wurde er zum Mitglied des Beirates des Mecklenburgischen Landesmuseums Schwerin berufen, des heutigen Staatlichen Museums Schwerin. 1949 übernahm er als Direktor die Leitung des Landesmuseums, die er bis zu seinem Tod 1959 beibehielt.
Von 1949 bis 1952 war er gleichzeitig Landeskonservator für Bau- und Kunstdenkmale und Leiter des Landesamts für Denkmalpflege in Schwerin sowie auch verantwortlich für die Naturdenkmalpflege. 
1955 wurde er an der Universität Greifswald mit einer Dissertation über den Bildhauer Jean Antoine Houdon zum Dr. phil. promoviert.
In seine Amtszeit fallen Neuordnungen und die Neueröffnung der Hauptabteilung der Gemäldegalerie der holländischen Malerei des 17. Jahrhunderts und der Malerei des 18. Jahrhunderts im Museum Schwerin. Er ließ die Kulturhistorische Sammlung neu ordnen und eröffnete eine Abteilung Kunst der Gegenwart. Seine Konzeption war die Fortschrittliche Museumsarbeit; die Neuordnung der Bestände erfolgte „nach pädagogischen Gesichtspunkten“.
Für die berühmte, vom Formalismusstreit geprägte erste DDR-Ausstellung von Werken Ernst Barlachs in der (Ost-)Berliner Akademie der Künste im Winter 1951/52 stellte er den Werken Barlachs Plastik der Spätgotik Mecklenburgs aus dem Bestand des Museums gegenüber. 
Mansfeld war auch als Kulturfunktionär tätig. Er war frühes Mitglied des Kulturbundes zur demokratischen Erneuerung Deutschlands, des Zentralen Denkmalrats bei der Staatlichen Kommission für Kunstangelegenheiten und dem Ministerium für Kultur (DDR) sowie der Fachkommission Museen und Denkmalpflege
und der Lucas-Cranach-Kommission zur Pflege und Erforschung der deutschen Kunst.
Er starb durch Suizid.

## Veröffentlichungen
- Goethe, Welt und Umwelt. Eine Sammlung von historischen und zeitgenössischen Aufsätzen. 1949
- Die spätgotische Plastik in Mecklenburg und das Werk Ernst Barlachs. Berlin : Deutsche Akademie der Künste 1951
- Meisterwerke der niederländischen Malerei: 10 Reproduktionen. Dresden: Verlag der Kunst [1955]
- Der Bildhauer Jean Antoine Houdon <1741–1828> : Seine Zeit, sein Werk in Deutschland. Greifswald, Phil. F., Diss. v. 4. Febr. 1956

### Kataloge
- Toulouse-Lautrec als Maler. 1925
- Honoré Daumier als Maler. 1926
- Katalog Malerei des 18. Jahrhunderts im Staatlichen Museum Schwerin. Schwerin: Staatliches Museum 1954